# PollyWorld
PollyWorld es una película animada de Estudios Universal lanzada directamente en vídeo, basada en la franquicia de juguetes Polly Pocket. Se estrenó en Nickelodeon el 12 de noviembre de 2006 en Estados Unidos, y fue lanzada en formato DVD el martes siguiente.

## Argumento
La trama se inicia con un viaje escolar realizado por el curso de Polly a Pollyworld para ser parte de un programa de juegos en la televisión, y los esfuerzos de Beth, una compañera envidiosa, para ayudar a la futura madrastra de Polly a librarse de ella.

## Doblaje Hispanoamericano
- Shirley Marulanda: Polly Pocket
- Klaudia Kotte: Lila
- Renata Vargas: Lea
- Martha Rincón: Shani
- Anny Sánchez: Crissy, Lark
- Dilma Gómez: Beth
- John Grey: John Pocket
- Diana Maritza Beltrán: Tori
- Ana Rocío Bermúdez: Shani
- Claudia Chavarro: Karl
- Gonzalo Rojas: Samuel
- JR Javier Rodríguez: Chico n.º 1
- Carlos Alberto Gutiérrez: Chico n.º 2
- Wolfang Galindo: Chico n.º 3
- Carlos Ramírez: Donovan
- María Isabel Cortés: Lorelai

## Créditos Técnicos
- Estudio de Doblaje: Centauro Comunicaciones, Colombia
- Director de doblaje: Carlos Parra